# Раймал Сінґх
Раймал Сінґх (гінді राणा रायमल; д/н —1509) — магарана Мевару в 1473–1509 роках.

## Життєпис
Походив з династії Сесодія. Син Кумбхи Сінґха, якого 1468 року повалив старший син Удай Сінґх I. 1473 року Раймал Сінґх в свою чергу організував мову проти останнього, після вбивства якого оголосив, що Удай загинув внаслідок вдару блискавки. За цим відбив вторгнення малавського султану Гіят Шаха, який намагався посадити на трон Мевару синів Удай Сінґха I — Сураджмала і Сахасмала. Сураджмал потрапив у полон, а Сахасмал загинув. Полонений був помилуваний магараною.
Проте невдовзі внаслідок інтриг Сураджмала повстали сини Раймал Сінґха, з яким той почав запекло боротися. Цим скористався Сураджмал, що висунув права на трон.. Втім напередодні вирішальної битві біля Садрі, Прітхвірадж, син магарани, приєднався до нього. Після декількоденної битви Сураджмал відступив з Садрі й залишив Меварське князівство, оселившися в Девгарху, де був всиновлений стриєчним дідом Кхемкаран Сінґхом, раджою Девгарху.
За цим Раймал Сінґх відновив активну зовнішню політику, внаслідок якої його сини, що керували військами, знову відвоювали Абу, Годвар та Аджмер, підкоривши місцевих раджпутів.
Останні роки правління були відзначені конфліктом між його синами, внаслідок чого один з них — Санга — був змушений тікати з Мевауа. В подальшому старший син Прітхвірадж переміг й вбив свого брата Джаймал , але його самого було отруєно Деврою Парамара, раджою Абу. За цим магарана Мевару дозволив синові Санзі повернутися до князівства, де оголосив того спадкоємцем трону. Помер Раймал Сінґх 1509 року.